# Chiesa di Santo Stefano a Torri
La chiesa di Santo Stefano è un edificio religioso situato a Torri, frazione del comune di Rignano sull'Arno, nella città metropolitana di Firenze.

## Storia
La chiesa è ricordata come esistente nell'agosto 1008 e più tardi, nel XII secolo, come «capella» in alcuni documenti delle abbazie di Vallombrosa e di Coltibuono. Suffraganea della pieve di San Leolino, venne unita dal XV secolo alla vicina chiesa di San Silvestro a Marciano. Nel 1636 fu eletta a prioria e nei secoli ha avuto come protettori le famiglie dei Da Castiglionchio-Zanchini e dei Talducci. Nel 1902 fu trasferita al piviere di San Lorenzo a Miransù. 
Una precedente chiesa più piccola, presumibilmente duecentesca (se ne vedono le fondamenta nel locale sotto l'abside sul retro della costruzione) fu affiancata probabilmente nel XVII secolo, sulla sinistra guardando la facciata, da un oratorio sede della Compagnia con locali annessi al piano superiore: l'altare della Compagnia all'interno della chiesa porta la data 1614. Successivamente i due corpi, di volumetria diversa, vennero poi unito da un portico in facciata. Il campanile fu costruito nel 1858 su progetto dell'ingegnere Antonio Catelani rialzando quella che era la sacrestia. L'assetto definitivo si deve all'ampliamento del 1872 voluto dal priore Massimiliano Talluri, inglobando sia il portico che l'oratorio della Compagnia.

## Descrizione
La chiesa si presenta a navata unica, con due altari laterali a muro, nell'aspetto datole nei restauri storicisti del 1932 promossi dal parroco Silvestro Forasassi e dal fratello Antonio, che provvidero a rifare il tetto lasciando le capriate a vista e a costruire la tribuna per l'organo in sostituzione del palco che era in controfacciata. In quell'occasione l'architetto e pittore Luigi Papi decorò la parete di fondo e la calotta absidale con affreschi neogotici.
Nella chiesa è conservata nell'altare sinistro una Madonna col Bambino e santi attribuita a Lorenzo Sabatini, una predella cinquecentesca con San Sebastiano, re David, san Silvestro Papa (?) e san Leolino (?), proveniente dalla distrutta chiesa di San Silvestro a Marciano, e una tela con il Matrimonio mistico di santa Caterina da Siena con santa Maria Maddalena, san Tommaso d’Aquino, santa Lucia e santa Cecilia del 1619, in chiesa dal 1871 e ricollocata nel 2014 dopo il restauro.